# Automóvil chatarra
Se denomina "automóviles chatarra" (o "autos chatarra") a los vehículos automotores fuera de servicio, generalmente por mucho uso, que han llegado procedentes desde los Estados Unidos en su mayoría, los cuales son exportados hacia América Latina y África, lo que implica una grave situación declinante en esas regiones.

## Por países

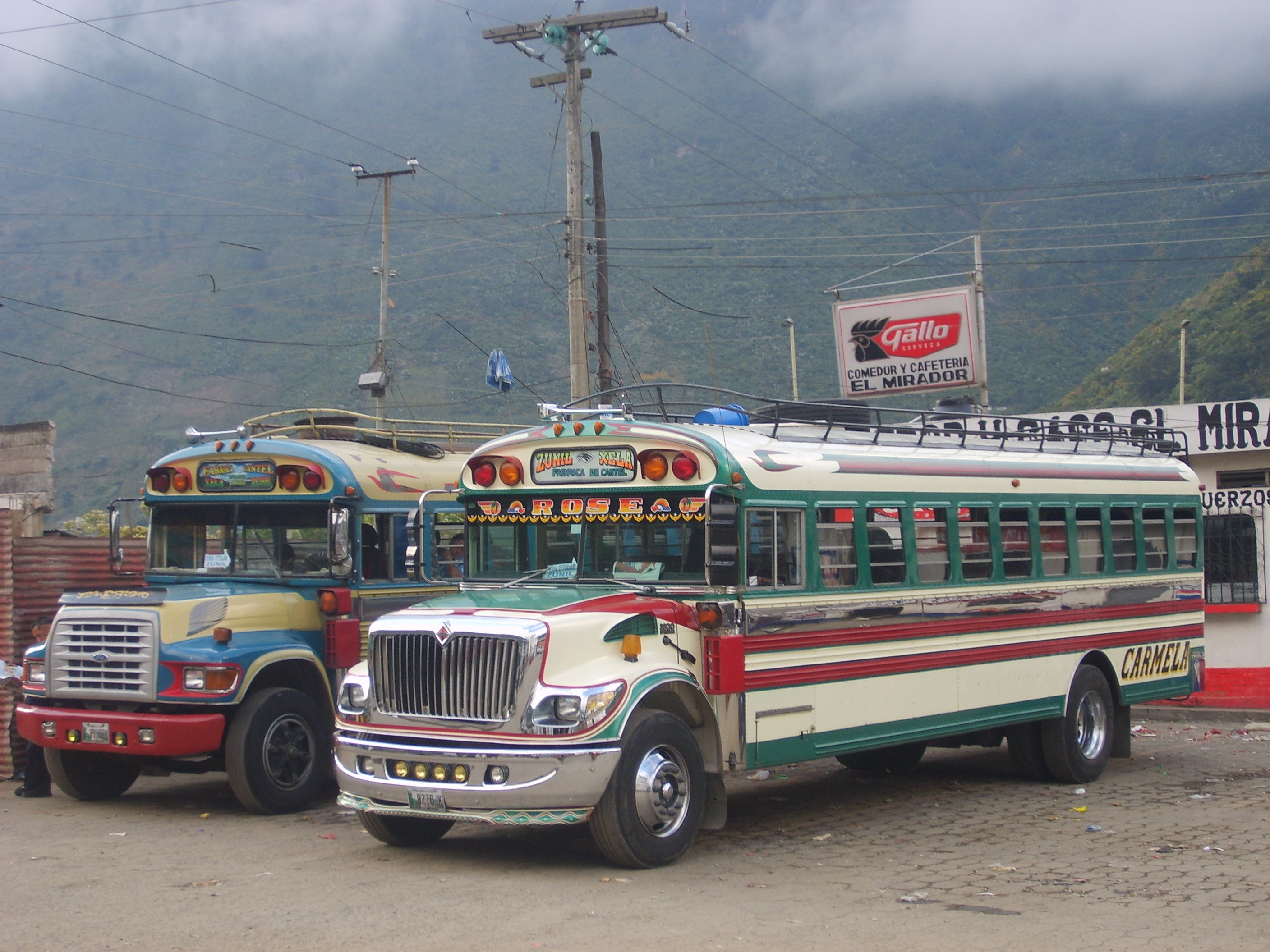
Autobuses escolares deteriorados, convertidos en autobuses públicos en Zunil, Guatemala.

### México
En países como México, la mayoría de coches importados proceden de las subastas de coches desechados por las aseguradoras desde Estados Unidos, por lo que la mayoría no cumplen con las normas marcadas por las leyes mexicanas para su circulación. Sin embargo, el Gobierno de México tiene legalmente imposibilitada la prohibición de su entrada, debido a que está estipulada en el Tratado de Libre Comercio de América del Norte.

### Uruguay
El Gobierno de Uruguay ha aprobado dos veces prohibiciones de validez anual a la importación de autos usados y ha habido protestas de los comerciantes de autos nuevos para prohibirla definitivamente.

### Colombia
Desde el 1 de enero de 1994 está prohibido para todo particular la importación de vehículos usados, debido a que, para el Gobierno de Colombia y con severas excepciones y justificaciones, está permitida la importación principalmente de maquinaria pesada.[cita requerida]